# Durf te vragen
Durf te vragen is een Vlaams humaninterestprogramma op VRT 1 van productiehuis Roses Are Blue. De presentatie is in handen van Siska Schoeters. Het eerste seizoen werd in het najaar van 2019 uitgezonden, het tweede verscheen in 2020 op antenne. In 2021 was er een derde seizoen te zien en in 2022 een vierde. Het vijfde seizoen startte in 2024.

## Concept
Elke aflevering draait rond een bepaald thema. Siska Schoeters ontvangt een groep mensen in de studio die getuigen over het onderwerp en eerlijk en ongegeneerd antwoorden op de grappige, gênante en soms ook ronduit politiek incorrecte vragen van anonieme vragenstellers.
De getuigenissen worden afgewisseld met reportages waarin Schoeters enkele getuigen volgt in hun dagelijkse doen en laten en hen haar eigen gedurfde vragen voorlegt.

## Afleveringen

### Seizoen 1
| Afl. | Uitzenddatum      | Thema              | Kijkcijfers (live) |
| ---- | ----------------- | ------------------ | ------------------ |
| 1    | 3 september 2019  | dwerggroei         | 792.667            |
| 2    | 10 september 2019 | verslaafden        | 659.092            |
| 3    | 17 september 2019 | BDSM               | 598.438            |
| 4    | 24 september 2019 | moslima's          | 868.404            |
| 5    | 1 oktober 2019    | rolstoelgebruikers | 635.828            |
| 6    | 8 oktober 2019    | polyamorie         | 747.495            |
| 7    | 15 oktober 2019   | priesters          | 856.632            |
| 8    | 22 oktober 2019   | eetstoornis        | 533.735            |

### Seizoen 2
| Afl. | Uitzenddatum      | Thema          | Kijkcijfers (live) |
| ---- | ----------------- | -------------- | ------------------ |
| 1    | 1 september 2020  | jongdementie   | 810.295            |
| 2    | 8 september 2020  | adel           | 752.287            |
| 3    | 15 september 2020 | vluchtelingen  | 597.100            |
| 4    | 22 september 2020 | overgewicht    | 771.758            |
| 5    | 29 september 2020 | HIV            | 647.760            |
| 6    | 6 oktober 2020    | zusters        | 833.666            |
| 7    | 13 oktober 2020   | KOTK-special   | 695.227            |
| 8    | 20 oktober 2020   | grote gezinnen | 885.347            |
| 9    | 27 oktober 2020   | Joden          | 978.124            |

### Seizoen 3
| Afl. | Uitzenddatum      | Thema                                   | Kijkcijfers (live) |
| ---- | ----------------- | --------------------------------------- | ------------------ |
| 1    | 31 augustus 2021  | niet-aangeboren hersenletsel            | 701.834            |
| 2    | 7 september 2021  | porno-industrie                         | 657.980            |
| 3    | 14 september 2021 | doven en slechthorenden                 | 671.428            |
| 4    | 21 september 2021 | mensen in armoede                       | 678.399            |
| 5    | 28 september 2021 | naturisten                              | 699.916            |
| 6    | 5 oktober 2021    | mensen met een psychische kwetsbaarheid | 653.220            |
| 7    | 12 oktober 2021   | eeuwelingen                             | 867.513            |
| 8    | 26 oktober 2021   | adoptiekinderen                         | 736.587            |

### Seizoen 4
| Afl. | Uitzenddatum     | Thema                    | Kijkcijfers (live) |
| ---- | ---------------- | ------------------------ | ------------------ |
| 1    | 26 oktober 2022  | lesbische vrouwen        | 530.330            |
| 2    | 2 november 2022  | veteranen                | 463.437            |
| 3    | 9 november 2022  | sikhs                    | 481.820            |
| 4    | 16 november 2022 | pleegzorg                | 568.986            |
| 5    | 21 december 2022 | daklozen                 | 542.041            |
| 6    | 28 december 2022 | plastische chirurgie     | 536.692            |
| 7    | 4 januari 2023   | autisme                  | 666.217            |
| 8    | 11 januari 2023  | blinden en slechtzienden | 512.994            |

### Seizoen 5
| Afl. | Uitzenddatum  | Thema                        | Kijkcijfers (live+7) |
| ---- | ------------- | ---------------------------- | -------------------- |
| 1    | 26 maart 2024 | mensen met een dwangstoornis | 548.084              |
| 2    | 2 april 2024  | vrijmetselaars               | 770.542              |
| 3    | 9 april 2024  | ouders die een kind verloren | 589.410              |
| 4    | 16 april 2024 | fetisjisten                  | 543.918              |
| 5    | 23 april 2024 | hoogbegaafde jongeren        | 676.165              |
| 6    | 30 april 2024 | dragqueens                   |                      |
| 7    | 7 mei 2024    | brandwondenpatiënten         |                      |
| 8    | 14 mei 2024   | ex-gedetineerden             |                      |